# Jacob Menno Tienstra
Jacob Menno Tienstra (Sneek, 7 april 1895 – Delft, 15 september 1951) was een Nederlands geodeet. Aan de Technische Hogeschool Delft was hij hoogleraar waterpassen en geodesie.

## Biografie
Tienstra werd geboren in 1895 te Sneek. In 1913 voltooide hij de hogereburgerschool. Aanvankelijk wilde hij scheikunde studeren, maar de kosten voor een dergelijke opleiding waren te hoog. Een bij de familie Tienstra inwonende landmeter bood een alternatief. Hij hielp Tienstra om zich voor te bereiden op het examen van adjunct-landmeter bij het kadaster, waarvoor hij hetzelfde jaar nog slaagde. Tijdens zijn mobilisatie in de Eerste Wereldoorlog kreeg hij de mogelijkheid om aan zelfstudie te doen, waarna hij in 1917 de wiskundeakte K-I wist te behalen. Het jaar erop slaagde hij bij het kadaster voor het landmeterexamen en in 1922 behaalde hij de wiskundeakte K-V. Tienstra, die als landmeter bij het kadaster in Sneek in dienst was, werd in 1919 overgeplaatst naar Zutphen. In hetzelfde jaar trad hij in het huwelijk met Wilhelmina Akke Nieveen.
In 1925 werd hij opnieuw overgeplaatst. Ditmaal naar Amsterdam, wat hem gedurende de periode 1926 tot en met 1927 in staat stelde om colleges wiskunde en natuurkunde te volgen aan de universiteit. In Amsterdam werd hij aangesteld als hoofd van de nieuw opgerichte stedelijke landmeetkundige dienst van Amsterdam. Via deze functie raakte hij bevriend met de Delftse hoogleraar Wim Schermerhorn.

### Academische loopbaan
In 1931 werd Tienstra aangesteld als lector aan de Rijkslandbouwschool in Wageningen, waar hij verantwoordelijk was voor de landmetercursus. Vanwege bezuinigingen door de crisis konden de studenten die de cursus volgden niet meer terecht bij het kadaster. Tienstra en Schermerhorn wisten het voor elkaar te krijgen dat hun de status van civiel-landmeter verleend werd. Hiervoor werd een aantekening gemaakt op hun diploma en moesten de beide heren een eed afleggen voor de burgemeester van de woonplaats van de studenten. Dit had als gevolg dat de studenten makkelijker bij het kadaster een baan konden vinden.
Toen in 1934 de hoogleraar van Tienstra, J.W. Dieperink, overleed kwam het debat over de plaats en koers van de geodetische opleiding in Nederland op gang. Uiteindelijk is besloten de opleiding in Wageningen op te heffen. De Technische Hogeschool Delft vulde dit gat op door de opleiding voor civiel-landmeter aan te bieden. De opleiding tot geodetisch ingenieur aan de Technische Hogeschool Delft die gepland stond werd geschrapt omdat het ministerie van Financiën niet van plan was de landmeters van het kadaster het salaris van een ingenieur te betalen. Naar aanleiding van deze ontwikkelingen, waar Tienstra zelf bij betrokken was, werd hij als buitengewoon leraar aan de Technische Hogeschool Delft aangesteld. Per 1 januari 1939 werd hij benoemd tot gewoon hoogleraar.

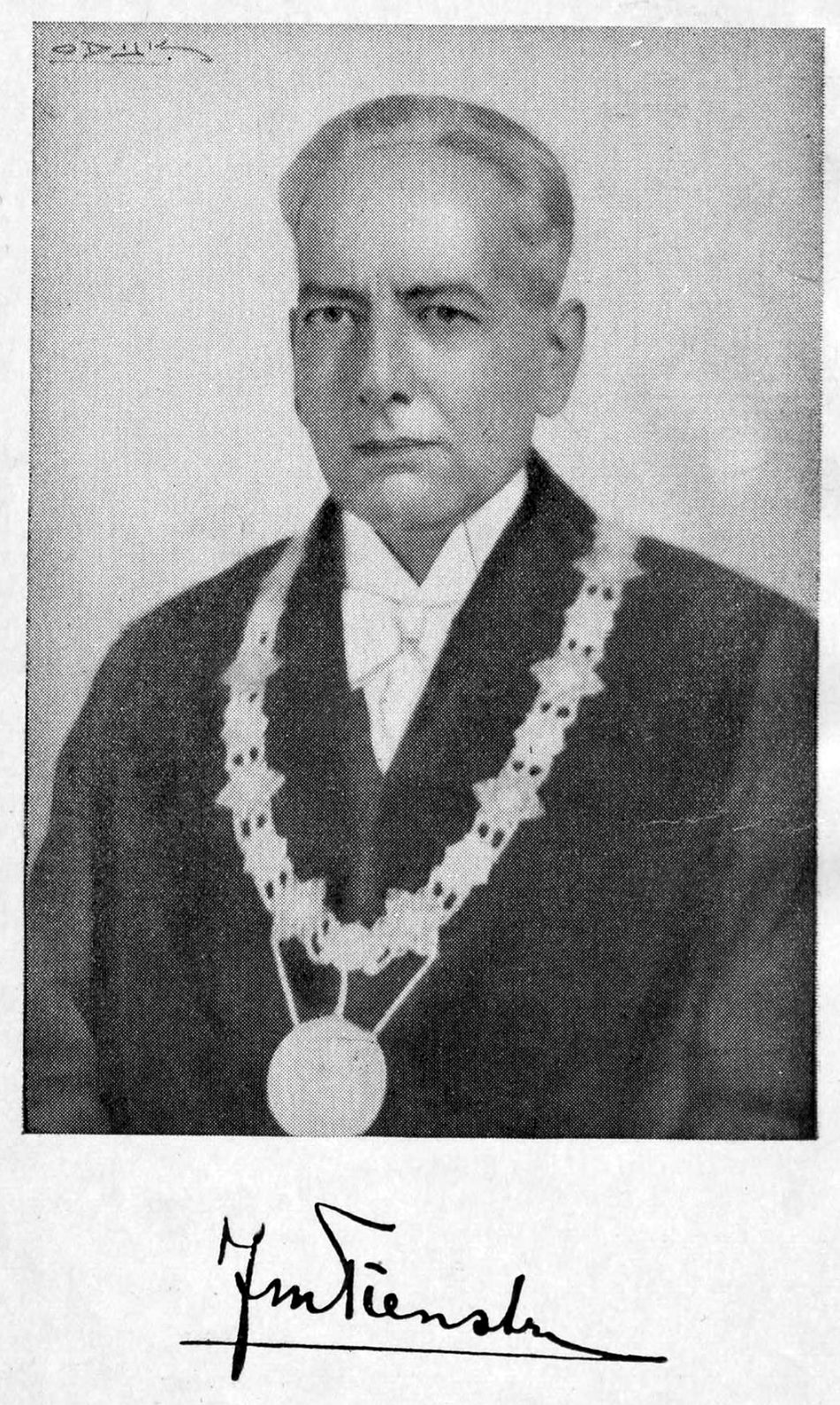
Prof. J. M. Tienstra, 1947

In 1946 werd hij benoemd tot rector magnificus aan de Technische Hogeschool Delft, maar datzelfde jaar werd vastgesteld dat Tienstra ziek was. In april 1947 kon hij zijn functie weer oppakken, waarna hij later dat jaar opgevolgd werd door Hein Israël Waterman. In 1949 lukte het hem om aan de Technische Hogeschool Delft een universitaire opleiding tot geodetisch ingenieur op te zetten die het mogelijk maakte om te promoveren. Hetzelfde jaar lobbyde hij voor het plan van Schermerhoorn om het International Centre for Aerial Survey op te richten.
Vanwege een conflict tussen studenten en de leiding van de Technische Hogeschool werd hij in 1950 aangesteld als waarnemend rector, waarna dit conflict uiteindelijk opgelost werd. In 1951 werd hij opnieuw ziek; in september van datzelfde jaar kwam hij te overlijden.

## Publicaties (selectie)
Door Tienstra
- J.M. Tienstra (1931). Het gebruik van de methode der kleinste kwadraten in de landmeetkunde, Wageningen: Veenman
- J.M. Tienstra (1935) Foutentheorie en vereffening met betrekking tot de landmeetkunde, Delft : N.V. Drukkerij Waltman
- J.M. Tienstra (1946) Rapport concentratie landmeetkundige diensten, Den Haag
- J.M. Tienstra (1956) Theory of the adjustment of normally distributed observations, Amsterdam: Argus (Na zijn dood uitgegeven, onder redactie van zijn vrienden)

Over Tienstra
- W. Schermerhorn (1951). Pays-Bas. Obituary: Professor Jacob Menno Tienstra, Volume 22, Issue 1, pp 377-380, Bulletin Géodésique
- W. Baarda; onder redactie van K.F. Wakker (2002). Delfts goud: leven en werk van achttien markante hoogleraren, Technische Universiteit Delft: Delft, p. 123 t/m 134